# Thomas Ford (aviron)
Thomas Ford, né le 3 octobre 1992, est un rameur d'aviron britannique spécialiste du huit.

## Biographie
Sa soeur cadette, Emily, est une également rameuse d'aviron de haut-niveau.

## Palmarès

### Jeux olympiques
2024 à Paris, France
Medaille d’or en huit
- 2020 à Tokyo,  Japon
  -  Médaille de bronze en huit[2]

### Championnats du monde
- 2018 à Plovdiv,  Bulgarie
  -  Médaille de bronze en quatre sans barreur
- 2019 à Ottensheim,  Autriche
  -  Médaille de bronze en huit

### Championnats d'Europe
- 2018 à Glasgow,  Royaume-Uni
  -  Médaille d'argent en quatre sans barreur
- 2019 à Lucerne,  Suisse
  -  Médaille d'argent en huit
- 2021 à Varèse,  Italie
  -  Médaille d'or en huit
- 2022 à Munich,  Allemagne
  -  Médaille d'or en huit